# Prințesa Maud de Fife
Prințesa Maud, Contesă de Southesk (Maud Alexandra Victoria Georgina Bertha Carnegie; 3 aprilie 1893 – 14 decembrie 1945) a fost membră a familiei regale britanice, nepoată a regelui Eduard al VII-lea. Maud și sora ei mai mare, Alexandra, au fost singurele nepoate pe linie feminină ale unui suveran britanic care au primit titlul de "prințesă a Marii Britanii și a Irlandei de Nord".